# Cerkev sv. Petra, Komenda
Cerkev sv. Petra je cerkev v Komendi. Pripada rimskokatoliški Cerkvi in je župnijska cerkev župnije Komenda.

## Izgradnja
Cerkev v sedanji baročni obliki so začeli na mestu prejšnjih dveh cerkva (na vzpetini na robu naselja) graditi leta 1726 pod pokroviteljstvom barona Petra Testaferrate; zidal je Gregor Maček mlajši. Cerkev je sprva obdajalo obzidje protiturškega tabora, ki so ga leta 1877 večinoma odstranili. Po velikem potresu leta 1895 je dodobra razmajana cerkev dobila nov prezbiterij in prizidke ob stolpu. Leta 1935 so po načrtih arhitekta Jožeta Plečnika celovito uredili okolico cerkve; v sklopu te ureditve so na dvorišču postavili evharistični svetilnik ter spomenik padlim v prvi svetovni vojni.

## Notranjščina cerkve
Cerkev ima pravokotno obliko ladje s štirimi plitvimi kapelami.
Glavni oltar je idejno zasnoval slikar Franc Jelovšek, mizarska dela je opravil Jožef Schettel. Kipe je leta 1758 izdelal Janez Gabrič: v tronu je cerkveni zavetnik, sveti Peter, na prestolu; ob njem sta angela, sveti Atanazij in sveti Janez Zlatoust, na obhodnih lokih sveti Ambrož in Sveti Avguštin, v atiki Sveta Trojica sprejema svetega Urbana, na volutah pa sta sveti Janez in Sveti Pavel. Obstoječi tabernakelj je po zasnovi Jožeta Plečnika leta 1956 izdelal pasar Alojzij Pirnat.
Pod oltarno mizo glavnega oltarja so relikvije svetega Urbana, vojaka in konjenika ter enega prvih rimskih mučencev, ki so jih po posredovanju Petra Pavla Glavarja pridobili leta 1753 iz katakomb svete Priscile v Rimu. To je tudi razlog, zakaj Komenda velja za romarsko pot konjenikov, konjerejcev in jezdecev. Prezbiterij so v skladu z novimi liturgičnimi vodili prenovili po načrtu arhitekta Jožeta Valentinčiča.
Prižnica iz leta 1760 (osnutek: Franc Jelovšek, mizar Jožef Waller, kipar Jakob Löhr) prikazuje: Petrovo kesanje, Izročanje ključev, Rešitev iz ječe, na strehi pa so štiri glavne kreposti. Marmorno obhajilno mizo je 1874 izdelal Janez Zamen iz Mengša, klopi pa 1893 Jože Stupica iz Vira.
Krstilnico po prvotnih načrtih arhitekta Valentinčiča so po načrtih arh. Hribernika podaljšali v kapelo Marije, Kraljice miru; v njej so kip Janeza Krstnika, grobnica ter Plečnikov tabernakelj.
- Glavni oltar
- Kor z orglami